# Rhegmatorhina cristata
Rhegmatorhina cristata là một loài chim trong họ Thamnophilidae.